# Henriette-Julie de Murat
Henriette-Julie de Murat, född 1670, död 1716, var en fransk författare. Hon har räknats till preciöserna.  
Hon är främst känd för sina sagoberättelser.